# اونانی
اونانی (به ایتالیایی: Onanì) یک کومونه در ایتالیا است که در استان نیورو واقع شده‌است.

## خصوصیات
اونانی ۷۱٫۷ کیلومترمربع مساحت و ۴۴۸ نفر جمعیت دارد.